# Koudeval

Koudeval

Koudeval is het verschijnsel dat warme lucht bij grote raampartijen afkoelt en vervolgens naar beneden 'valt' waardoor het lijkt of er altijd een tochtstroom over de vloer loopt.
Koude lucht zakt en warme lucht stijgt. Dit komt doordat koudere lucht compacter is en zwaarder dan de lichtere warme lucht, die gewoonweg opzij wordt geduwd. De warme lucht komt tegen het plafond en wordt richting het raam geduwd. Daar koelt de lucht vervolgens af om weer te zakken.

## Koudeval en bouwkunde
Met het fenomeen koudeval wordt in de bouwkunde rekening gehouden. Zo worden radiatoren vaak onder het raam geplaatst, zodat de koudgeworden lucht snel weer wordt opgewarmd en het huis (of andere ruimte) snel weer behaaglijk is.

## Koudeval en isolatie
Het afkoelen van de lucht kan worden verminderd of voorkomen door goede raamisolatie. Dubbele beglazing vertraagt het afkoelen van de lucht. Zogenaamd HR+ glas (dubbele beglazing met gas tussen de ruiten in plaats van lucht), isoleert nog beter.